# Evangelische Schule Berlin Mitte/Zentrum
Die Evangelische Schule Berlin Mitte (ESBM) und die Evangelische Schule Berlin Zentrum (ESBZ) bilden eine Gemeinschaftsschule unter der Trägerschaft der Evangelischen Schulstiftung in der  Evangelischen Kirche Berlin-Brandenburg-schlesische Oberlausitz (EKBO). Die Grundschule (ESBM) wird von rund 300 Schülern der Jahrgangsstufen 1–6  besucht, die weiterführende Schule (Jahrgangsstufen 7–13) hat rund 645 Schüler. Die Schulen arbeiten reformpädagogisch und inklusiv und orientieren sich dabei an der Montessoripädagogik.
Die Schule ist Mitglied im Schulverbund Blick über den Zaun, einem Zusammenschluss reformpädagogisch orientierter Schulen.

## Geschichte

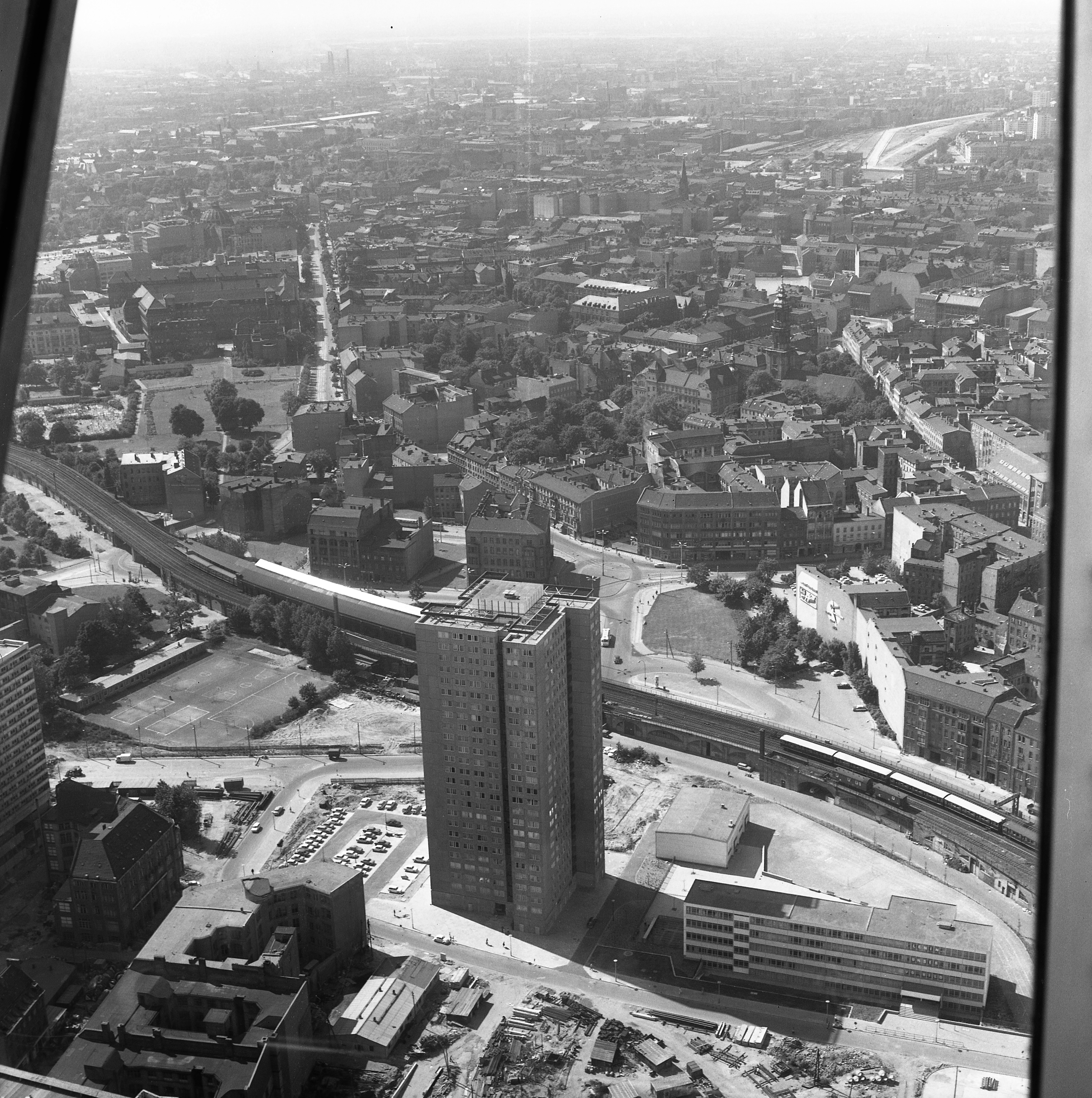
Ansicht der Schule zu DDR-Zeiten (1970)

Die Evangelische Schule Berlin Mitte wurde im September 2001 im Rahmen einer Elterninitiative als zweizügige Grundschule gegründet.  Die Trägerschaft der Schule lag bis Dezember 2002 in den Händen des Vereins Evangelische Schule Berlin-Mitte e.V. Im Januar 2003 übernahm die Evangelische Landeskirche in Berlin-Brandenburg die Trägerschaft. Seit 2004 ist die neugegründete Schulstiftung der Evangelischen Kirche in Berlin-Brandenburg-schlesische Oberlausitz Träger der Schule. Die Schulstiftung kooperiert mit dem Verein Evangelische Schule Berlin-Mitte. 2007 wurde die weiterführende Evangelische Schule Berlin Zentrum als dreizügige Oberschule mit gymnasialer Oberstufe gegründet.

## Finanzierung
Seit dem 1. Januar 2003 wird die Schule in der Trägerschaft der Schulstiftung der Evangelischen Kirche Berlin-Brandenburg-schlesische Oberlausitz im Rahmen des Berliner Schulgesetzes finanziert. Eltern zahlen ein einkommensabhängiges Schulgeld.

## Standort und Architektur
Obwohl es sich bei der ESBM und der ESBZ um eine Gemeinschaftsschule handelt, befinden sich beide Schulen an verschiedenen Standorten im Berliner Bezirk Mitte. Die ESBM ist in einem dreigeschossigen DDR-Plattenbau an der Rochstraße untergebracht, das Gebäude wurde 2012/13 saniert. Der Standort der ESBZ ist an der Wallstraße 32.

## Schulprofil
Die Gemeinschaftsschule basiert auf einem christlichen Menschenbild und Ansätzen der Reformpädagogik. Bis zur 10. Klasse wird jahrgangsübergreifend unterrichtet, eine Trennung zwischen leistungsstarken und schwächeren Schülern findet nicht statt. Mögliche Schulabschlüsse sind der Mittlere Schulabschluss (MSA) nach Klasse 10, die erweiterte Berufsbildungsreife (EBBR) nach Klasse 10, die Berufsbildungsreife (BBR) nach Klasse 9 oder 10, in der 13. Klasse das Abitur.
An der Grundschule (Jahrgangsstufen 1–6) erarbeiten die Kinder sich Inhalte der Fächer Deutsch und Mathematik in vorbereiteten Lernumgebungen mit Montessori-Materialien selbstständig nach einem Wochenplan. Ab Jahrgangsstufe 4 dokumentieren sie Lernvorhaben und Ergebnisse selbstständig in einem Logbuch. Die Kinder arbeiten in einem individuellen Tempo. Die Fächer Englisch und Naturwissenschaften werden in jahrgangshomogenen Gruppen als gebundener Fachunterricht erteilt. Die Jahrgangsstufen 7–9 werden jahrgangsübergreifend an der ESBZ unterrichtet und von Tutoren begleitet. In den Klassen 1 bis 9 erhalten die Schüler keine Noten, Rückmeldungen zum Lernfortschritt erfolgen durch Ziel-/ Bilanzgespräche und kompetenzorientierte schriftliche Lernberichte. Feste Lernelemente sind Lernbüros (für die Fächer  Deutsch, Mathematik, Englisch, Gesellschaftswissenschaften, Naturwissenschaften), fächerübergreifende Projektarbeit und Werkstätten. Besonderheiten sind das Fach „Verantwortung“, in dem die Jugendlichen sich außerhalb der Schule sozial engagieren, und das Fach „Herausforderung“, in dem Kleingruppen von Schülern selbstständig eine Reise planen und durchführen.

### Evangelisches Profil
Beide Schulen sind für Kinder und Jugendliche aller Konfessionen/Religionen offen. Das Fach Evangelische Religion wird als ordentliches Lehrfach mit zwei Wochenstunden unterrichtet. Die Kinder und Jugendlichen besuchen wöchentlich einen Schulgottesdienst in der Evangelischen Marienkirche am Alexanderplatz. Feste des Kirchenjahres werden von den Schülern gestaltet und gefeiert. Dabei kooperieren die Schulen mit den evangelischen Kirchengemeinden Am Weinberg und St. Petri/St. Marien.